# Weissiodicranum
Weissiodicranum là một chi rêu trong họ Pottiaceae.